# Kölni Választófejedelemség
A Kölni Választófejedelemség (németül: Erzstift und Kurfürstentum Köln, röviden Kurköln) egy történelmi államalakulat volt, mely 953 és 1803 között állt fenn. A Német-római Birodalom egyik legfontosabb állama és választófejedelme volt. Élén a kölni érsek állt, aki egyúttal az Itália főkancellárja címet is viselte, ezzel a mainzi érsek után a birodalom második leghatalmasabb egyházi méltósága volt. A fejedelemség központja Köln, a 15. századtól pedig Bonn városa volt.
Fontos megjegyezni, hogy a Kölni főegyházmegye a választófejedelemségnél jóval nagyobb területtel rendelkezett, ám előbbi csak az egyházszervezet tekintetében tartozott az érsek felügyelete alá, míg utóbbi élén világi uralkodóként állt.

## Története

### A fejedelemség létrejötte
A mai Köln helyén az első települést a germánok alapították, majd 50-ben lett római város Colonia Claudia Ara Agrippinensium néven. Első ismert püspökét 313-ban választották meg, 785-ben érseki rangra emelték. Az érsek világi hatalmat a 10. század közepén szerzett, amikor I. Ottó német-római császár öccsét, Brúnót helyezte az érseki székbe. Ottó hatalmát csak véres harcok árán tudta megszilárdítani. 954-ben fia, Liudolf és veje, Konrád újabb összeesküvést szerveztek ellene, segítségül hívva a magyarokat. A lázadást azonban még a magyarok megérkezése előtt elfojtották, s a két herceget megfosztották birtokától. Ottó ezután a Konrádtól elvett Lotaringiát Brúnónak adományozta, aki ezzel a birodalom második leghatalmasabb embere, s Ottó uralkodása végéig hű támasza lett. Ezzel a kölni érsek egyúttal a birodalom fejedelme is lett. Az érsekek a következő századokban is hűek maradtak a császárhoz, így a fejedelemség területe egyre gyarapodott. Pilgrim érseket II. Konrád az Itália főkancellárja címmel tüntette ki, melyet utódai is birtokoltak.
I. Fülöp uralkodásának idejére (1167-1191) az érsek hatalma annyira megnőtt, hogy a császár is fenyegetve érezte magát, ezért Barbarossa Frigyes és Fülöp csapatai több ízben is összecsaptak. A konfliktusok azonban mindig hamar lezárultak, és az érsek továbbra is fontos támogatója maradt a császár külpolitikai törekvéseinek. Fülöp többször is elkísérte Frigyest itáliai hadjárataira, így részt vett például a katasztrofális vereséggel végződő legnanói csatában is. A vereség egyik fő oka az volt, hogy Oroszlán Henrik szász herceg Frigyes hívása ellenére nem vonult hadba, ez pedig egy újabb belső hatalmi konfliktust eredményezett. A harcok végül Henrik vereségével végződtek: a herceget birodalmi átokkal sújtották és birtokait szétosztották. Fülöp szolgálatai jutalmául a Vesztfáliai Hercegséget kapta, mely címet a fejedelemség megszűnéséig viselték a kölni érsekek. Fülöp nevéhez kötődik a kölni városfal megépítése is.

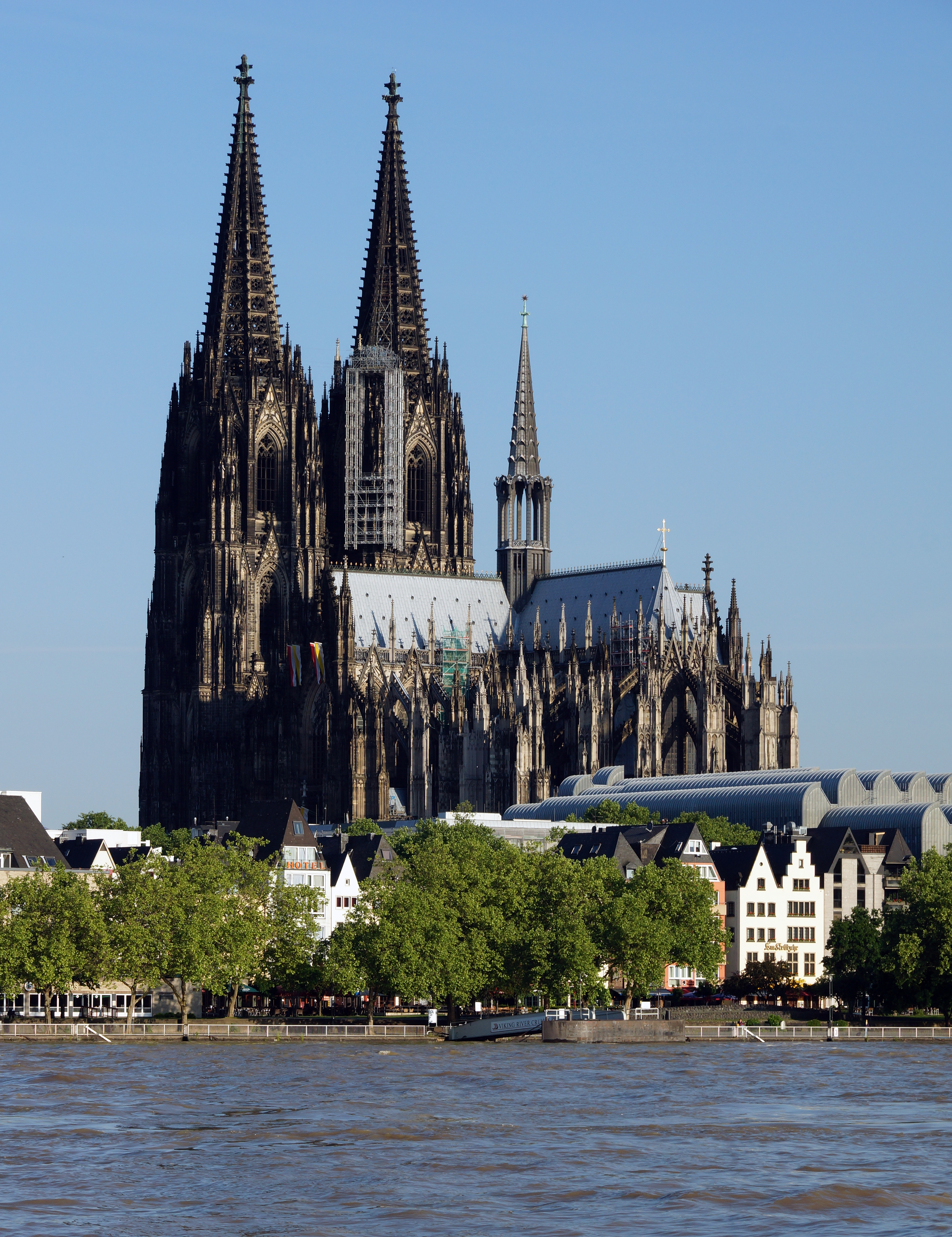
A kölni dóm. 1248-ban kezdték el építeni, de csak 1880-ra készült el.

### A Stauf-házi császárok idején
I. Adolf 1193-ban került az érseki székbe. A Welfek és Staufok közti trónviszályban kezdetben a Welfeket támogatta, így 1198-ban német királlyá koronázta Ottót az aacheni székesegyházban. 1205-ben azonban Sváb Fülöpöt is megkoronázta. Ezzel III. Ince pápa akaratával szegült szembe. Itt azonban rosszul mérte fel az erőviszonyokat, mert a pápa kiátkozta és megfosztotta hivatalától. Helyére új püspököt választottak, ami az érsekség politikai szakadásához vezetett, Adolf ugyanis nem volt hajlandó átadni hatalmát. A helyzet a császári trónviszállyal együtt rendeződött. Miután Fülöpöt meggyilkolták, Ottó szerezte meg a trónt, ezzel pedig Adolf helyzete is enyhült. Az érseki széket nem kapta vissza, helyére a mindkét oldal által elfogadott Engelbertet ültették, Adolf élete végéig segédpüspökként szolgálhatott az egyházmegyében. Engelbert uralkodása folyamán az egyház és a pápai hatalom korlátozhatatlanságáért küzdött, emiatt pedig a világi nemességgel került szembe. A konfliktus odáig mérgesedett, hogy 1225-ben Frigyes isenbergi gróf meggyilkoltatta az érseket. Engelbertet vértanúnak nyilvánították és szentként kezdték tisztelni, noha szentté avatására sosem került sor.
I. Konrád (1238-1261) a császári hatalmi harcok helyett saját birtokaira fordította figyelmét. Több mint húsz éves regnálása alatt gazdaságilag és politikailag is megerősítette az érsekséget. Az ő nevéhez fűződik a kölni dóm építésének megkezdése is.II. Siegfried politikai törekvései miatt szembekerült a kölni polgársággal. Az 1288-as worringeni csata elvesztése következtében Köln városa kikerült az érsek hatalma alól. Siegfriednek is el kellett hagynia a várost, így a püspöki rezidenciát Bonnba helyezte át. Köln 1475-ben kapott szabad birodalmi városi rangot. II. Henrik idején (1304-1332) újra hatalmi harcok kezdődtek a császári címért, amibe XXII. János pápa is beleszólt. Henrik ezúttal a pápa mellé állt, ennek köszönhetően az érsekség és a Szentszék viszonya helyreállt. Utóda Walram fiatalon került trónra. A források jámbor és emberbarát püspökként emlékeznek meg róla, ám uralkodásra nem volt alkalmas. Politikai tevékenysége teljes kudarc volt, a pápa és a császár sem bízott benne, az érsekséget pedig gazdasági csődbe sodorta. Walram után Vilmost választották érseknek. Vilmos (1349-1362) gazdaságilag és politikailag is hatékonyan kormányozta az érsekséget, így hamar visszaszerezte annak régi jelentőségét.

### A német Aranybulla
Vilmos uralkodásának köszönhetően a kölni érsek ismét a birodalom legfontosabb méltóságai közé került. Ennek köszönhetően, amikor 1356-ban IV. Károly császár a tartományurak nyomására kiadta a német Aranybullát, a kölni érseket is a hét választófejedelem között említette. Az Aranybulla rögzítette a császárválasztás módját valamint a választófejedelmek jogait és kötelességeit a császárral szemben, ugyanakkor kikötötte, hogy az újonnan megválasztott császárnak azonnal meg kell erősíteni a fejedelmek szabadságát és kiváltságait. Ezzel együtt a választófejedelmek saját területükön a császárral megegyező hatalommal bírtak.

### A nagy nyugati egyházszakadás
A nagy nyugati egyházszakadás idején III. Frigyes a római VI. Orbánt támogatta. Ezért az avignoni ellenpápa, VII. Kelemen jelentős területektől fosztotta meg. A veszteségekre tekintettel Frigyes ezt követően semleges álláspontra helyezkedett, és igyekezett távol tartani magát az egyre mélyülő konfliktusoktól. Ennek eredményeként később a harmadik pápának megválasztott V. Sándort is készséggel elismerte.
II. Dietrich (1414-1463) Frigyes unokaöccseként szerezte meg a püspöki széket. 49 évig tartó uralkodása inkább hadvezéri, mintsem püspöki tevékenységéről maradt emlékezetes. A hadjáratok közül kiemelkedik a Soest városával szemben vívott magánháború (Soest Fehde), mely 1449-ben kölni vereséggel és Soest elszakadásával végződött. Ezzel a választófejedelemség legnagyobb városát vesztette el. Dietrich folyamatos háborúi nem eredményeztek jelentős területgyarapodást, azonban kiürítették a kincstárat, és az érsekséget a gazdasági összeomlás szélére sodorták. Utódai jóval óvatosabb politikát folytattak, valamint nagy hangsúlyt fektettek a gazdasági konszolidációra is, azonban így sem tudták megakadályozni, hogy a Kölni Választófejedelemség megkezdje hanyatlását.

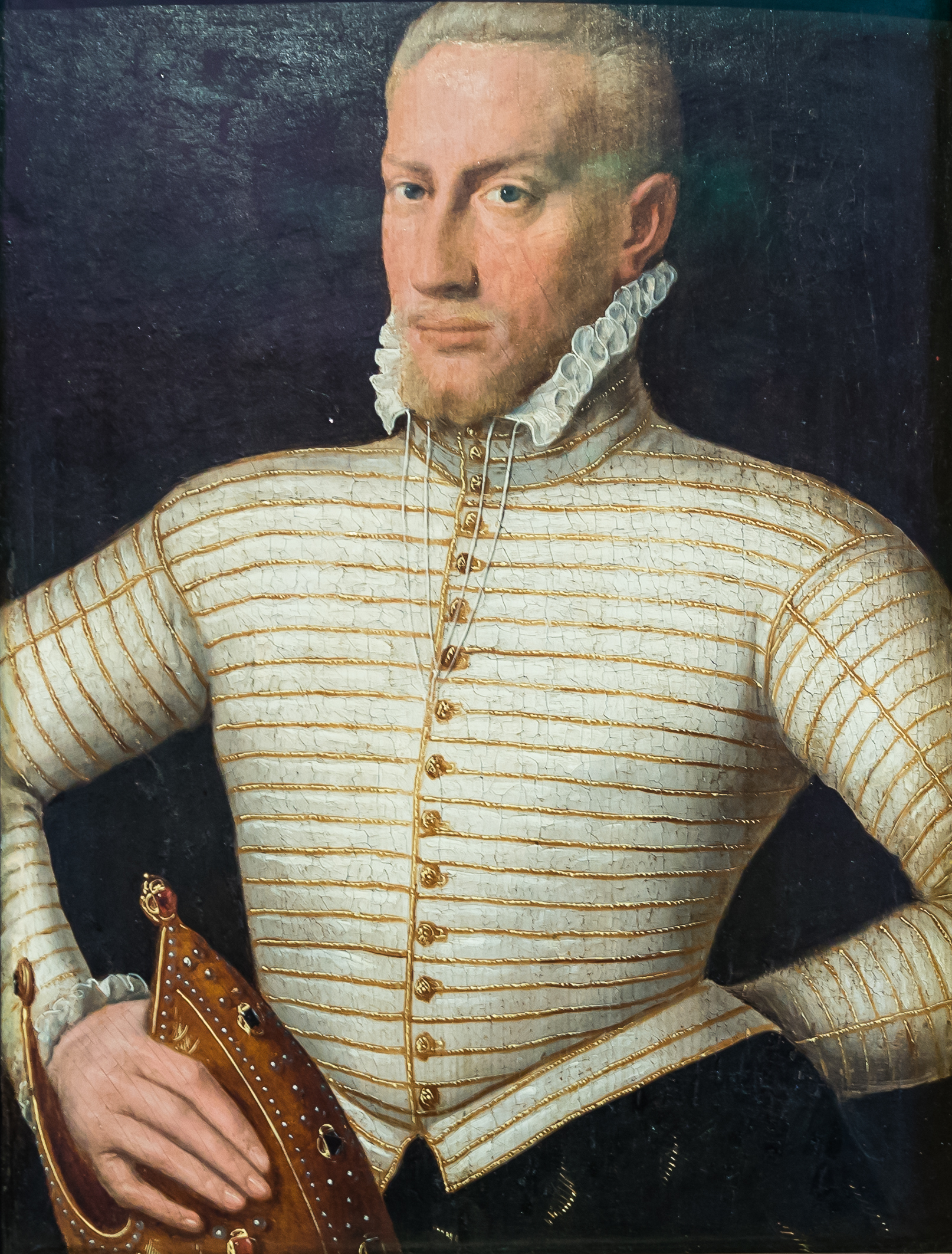
Gebhard Truchsess von Waldburg, a kálvinsta érsek

### A reformáció
A reformáció korai időszakában Köln városa volt az egyetlen jelentős birodalmi város, mely mindvégig megmaradt a katolikus vallásban. A reformáció hatásai azonban így is elérték a fejedelemséget, s néhány kisebb vallási konfliktus mellett jelentős egyházi reformokhoz vezettek. V. Hermann azonban nem elégedett meg ennyivel, s már teológiai kérdésekben is megkérdőjelezte a katolikus álláspontot. 1542-ben a fejedelemségbe hívta Martin Bucert, aki hozzálátott az érsekség reformáláshoz a protestáns vallások tanai szerint. Az érsek eltávolodását a katolicizmustól azonban nem fogadta mindenki egyetértéssel. A V. Károly császár és a klérus mellett a kölni lakosság is kitartott a katolikus hit mellett, s így Hermann saját fejedelemségében került kisebbségbe. A Rómával való formális szakítását követően III. Pál pápa kiátkozta az egyházból, 1547-ben pedig hivatalosan is visszavonult hivatalából. Utóda, III. Adolf konzervatívabb nézeteket vallott, ám a reformok szükségességét ő is felismerte. A katolikus megújulásban a jezsuiták és a ferencesek is nagy szerepet játszottak. II. Gebhard 1577-es megválasztása idején szintén konzervatív volt. Később beleszeretett Ágnes mansfeldi grófnőbe, s hogy házasságot köthessen vele, 1582-ben kálvinista vallásra tért át. 1583 februárjában házasságot is kötöttek, Gebhard pedig kísérletet tett a választófejedelem örökletes monarchiává alakítására. A házasságkötés miatt a kölni székeskáptalan új érseket választott Ernő bajor herceg személyében. A két érsek között öt éven át tartó háború kezdődött, mely a katolikus Ernő győzelmével ért véget. Ezzel Kölnben újra megszilárdult a katolikus vallás helyzete.

### A Wittelsbachok korszaka
Ernő hatalomra jutásától kezdve közel két évszázadon keresztül a bajor Wittelsbach-ház adta a kölni érsekeket. A Wittelsbachok idején az érsek Köln mellett egyidejűleg több környező egyházmegye (Paderborn, Hildesheim, Regensburg, Liége stb.) főpásztora, és így a hozzájuk tartozó birtokok ura is volt. Ennek köszönhetően a kölni érsek újra a leghatalmasabb földbirtokosok, s ezzel együtt a legjelentősebb katolikus főurak közé emelkedett a Német-római Birodalomban.
1584-ben került sor az állandó nunciatúra felállítására Kölnben, melynek elsődleges célja az volt, hogy a Szentszék közvetlenül felügyelhette ezáltal az egyházmegye kormányzását. Ebben az időszakban ugyanis az érsek elsősorban világi hatalmával törődött. Az egyházi feladatok ellátására az érsek általában segédpüspököket nevezett ki.
Ernőt unokaöccse, Ferdinánd követte a püspöki székben. Ferdinánd egy eladósodott és korábbi semlegességét elvesztő, politikailag elkötelezett államot kapott elődjétől. Legfontosabb célja a gazdasági stabilitás megteremtése volt, valamint hogy saját államán belül és azon kívül a teljes birodalomban támogassa a katolikus megújulást. Ez utóbbi kapcsán külpolitikáját teljes mértékben családja, a Wittelsbachok érdekeinek rendelte alá. Ennek egyik jeleként 1609 augusztusában az érsekség is csatlakozott az I. Miksa bajor herceg által életre hívott Katolikus Ligához, majd a harmincéves háborúban is a Katolikus Liga kötelékében vett részt. Erre az időre esik Nyugat-Európában a boszorkányüldözések korszaka, melyből Köln sem maradt ki. Saját területén a katolikus egyház megújításával hatékonyan harcolt a reformációval szemben. Tevékenysége során elsősorban a szerzetesrendekre, különösképpen pedig a jezsuitákra támaszkodott.

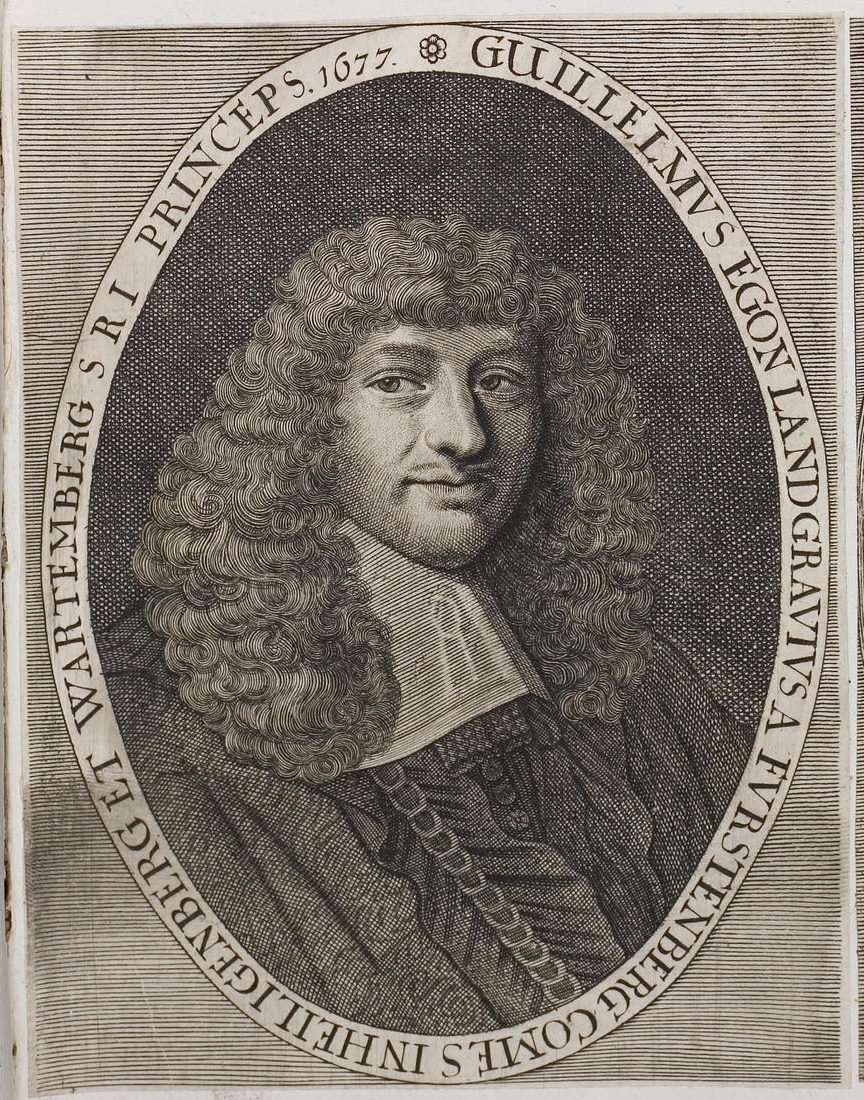
Wilhelm Egon von Fürstenberg

Miksa Henrik (1650-1688) tanácsadói véleményére hagyatkozva következetes franciabarát politikát folytatott. 1658-ban belépett a XIV. Lajost támogató Rajnai Szövetségbe, majd a franciák oldalán részt vett Lajos hollandok elleni háborújában is. A háborúk jelentős terhet róttak az államháztartásra, Köln újra a csőd szélére került. Tetézte a bajt, hogy az érsek rokona, a bajor József Kelemen helyett saját tanácsadóját, Wilhelm Egon von Fürstenberget jelölte utódjának. Miksa Henrik azonban még azelőtt meghalt, hogy utódnevezését a pápa jóváhagyta volna. XIV. Lajos Miksa Henrik jelöltjét támogatta, I. Lipót császár viszont Kelemen Józsefet, s mindkét uralkodó ennek megfelelően próbált nyomást gyakorolni a püspökválasztásra jogosult káptalanra. Ennek az lett az eredménye, hogy a káptalan nem jutott döntésre, s így a pápa nevezhette ki az új érseket. XI. Ince politikai érdekeinek megfelelően a császár oldalára állt, és Kelemen Józsefet iktatta be a méltóságba. A döntéssel elégedetlen franciák azonban csapatokat küldtek von Fürstenberg támogatására, ami fontos momentum volt egy újabb háború kirobbantásához. Ennek eredményeként József Kelemen került a püspöki székbe.
József Kelemen sokkal inkább tartotta magát hadvezérnek, mintsem püspöknek. A lelki pásztori szolgálatra alkalmatlannak érezte magát, így felszentelését is csak 1707-ben kérte. Politikai küzdelmekben viszont annál aktívabb volt. A rijswijki békekötést követően bátyját, Miksa Emánuelt követve a Habsburgok helyett inkább a franciák szövetségét kereste. Fokozatosan szembefordult Lipót császárral, s a spanyol örökösödési háborúba 1701-ben már mint a franciák és bajorok szövetségese lépett be. Az újabb háború azonban súlyos pusztítást hozott: a császári csapatok egy éven belül megszállták az országot, József Kelemen pedig száműzetésbe kényszerült. Ez idő alatt a többségében császárhű székeskáptalan kormányozta a választófejedelemséget. A káptalan a császárral egyetértésben megfosztotta az érseket címétől, a pápa azonban ezt nem hagyta jóvá. Az 1714-es badeni és rastatti békeszerződések József Kelement visszahelyezték összes elvesztett méltóságába és birtokaiba. Visszatérése után a fejedelemség újjáépítésével foglalkozott. A versailles-i mintára épített új udvartartás hamar a kultúra és a művészetek fellegvára lett. Uralkodásának utolsó szakaszában az egyházkormányzati teendőkre is nagy hangsúlyt fektetett. József Kelemen a háború pusztításai után újra felemelte Kölnt, fényűző, nagyvilági életmódja miatt azonban folyamatos konfliktusban állt az egyházi rendekkel.
I. Kelemen Ágost, József Kelemen unokaöccse, volt a Wittelsbachok utolsó kölni érseke. Köln mellett Münster, Paderborn, Hildesheim és Osnabrück püspökségeit is közel négy évtizedig uralta, emellett ő volt a Német Lovagrend nagymestere is. Pozíciói révén minden elődjénél nagyobb hatalma volt, ám ennek ellenére sem tudott a birodalmi hatalmi harcok meghatározó alakjává válni. Elődjéhez hasonlóan bátyját, Károly Albert bajor választófejedelmet támogatta, külpolitikája mindenben a bajor érdekekhez igazodott. Így előbb az osztrák örökösödési háborúban Ausztria ellenében vett részt, Károly Albert halála után viszont – a bajorokhoz hasonlóan – közeledni kezdett a Habsburgokhoz, és a hétéves háborúban már az osztrákok oldalán harcolt. Noha politikai jelentősége nem volt számottevő, sőt főpásztori teendőit is gyakran elhanyagolta, a művészet és kultúra támogatása miatt igen népszerű uralkodó volt. Kelemen Ágost regnálása idején a barokk művészetek fénykorukat élték Kölnben. Halála után a káptalan igyekezett megszabadulni a Wittelsbachok terhessé vált befolyásától, így száznyolcan év után először nem a bajor család tagját választották meg. A pápa támogatásával megválasztott Miksa Frigyes politikailag jelentéktelen tényező volt, a kormányzást teljes egészében miniszterére, Caspar Anton von Belderbuschra bízta. Belderbusch a külpolitikában az érsekség semlegességét igyekezett előmozdítani, gazdaságpolitikájában pedig takarékosságra törekedett, ami miatt Miksa Frigyes népszerűtlenné vált a nép körében.

### A fejedelemség bukása

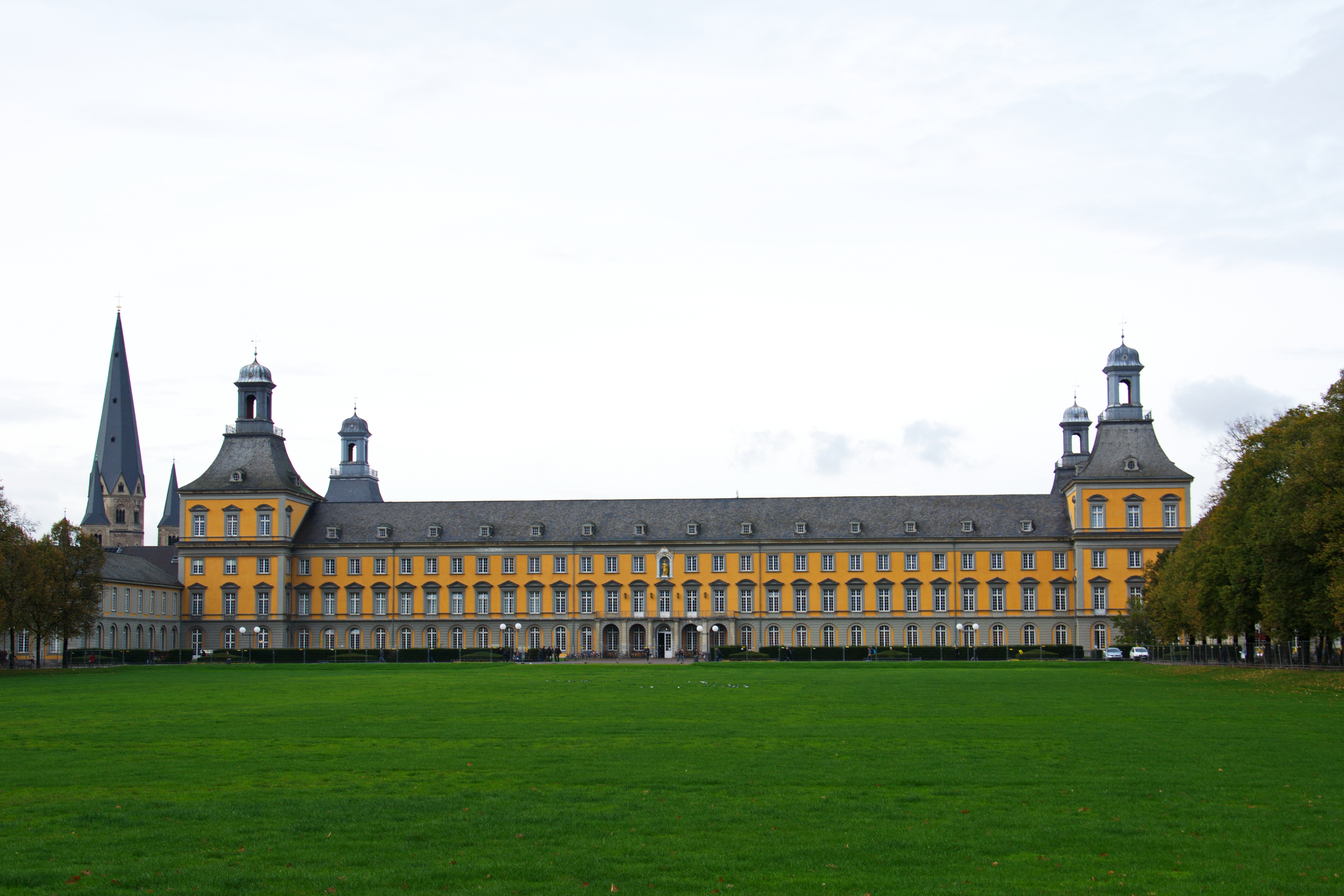
Az érsek bonni kastélya. Ma a bonni egyetemnek ad otthont.

Miksa Ferenc Köln utolsó tényleges választófejedelme, a Habsburg–Lotaringiai-ház tagja volt. A felvilágosodás szellemében kormányozta a püspökséget, ám bátyával, II. Józseffel ellentétben óvakodott a drasztikus megoldásoktól. Kísérletet tett az oktatás és a feudális jogrendszer megreformálására, Bonnban új egyetemet alapított, mely a kölnivel ellentétben a felvilágosodás eszméi szerint tanított. Elődeihez hasonlóan próbálta visszaszorítani a nuncius befolyását az egyházmegye ügyeibe. Ezek miatt folyamatos konfliktusa volt a konzervatívabb klérussal. Hosszú idő után azonban valódi püspökként működött: az egyházmegye kormányzását személyesen intézte, rendszeresen kiszolgáltatta a szentségeket. Ezek valamint szerény és egyszerű életmódja miatt népszerű volt hívei körében. Újító politikája és kiváló személyisége sem tudta azonban megmenteni a Kölni Választófejedelemséget. Miksa Ferenc hosszú, nehéz betegeskedés után, 1801. július 26-án halt meg, utódját, Antal Viktort 1801 őszén még szabályosan megválasztották, tisztségét azonban már nem foglalhatta el.
A francia forradalmat követően francia csapatok szállták meg, majd annektálták az érsekség Rajna bal partján fekvő területeit, amit az 1801-es lunéville-i békében a nagyhatalmak is jóváhagytak. Az 1803-as Reichsdeputationshauptschluss értelmében az érsekség többi területét is szekularizálták. 1824-ben a Kölni főegyházmegyét visszaállították. Az egykori választófejedelemség területe az 1815-ös bécsi kongresszus után a Porosz Királysághoz került. Ma a német Észak-Rajna-Vesztfália és Rajna-vidék-Pfalz szövetségi államok osztoznak területén.

## A választófejedelemség és az egyházmegye viszonya
Az érseki cím a katolikus egyház méltósága, míg a választófejedelemség a Német-római Birodalomban használt nemesi rang. A kölni érsek címe már a birodalom létrejöttét megelőzően is létezett, s azt követően fonódott egybe a (választó)fejedelmi címmel, hogy császár birtokokat adományozott az érseknek, aki így a császár hűbérese lett.
A kölni érsek hatalmának növekedésével politikai jelentősége megnőtt, s ezzel párhuzamosan egyházi szerepe háttérbe szorult. A középkor végére a fejedelemség szakrális jellege szinte formalitássá silányodott, így az is gyakran előfordult, hogy hivatala elfoglalása után a választófejedelem évekig még csak pappá sem szenteltette magát. Ennek ellenére a választófejedelem egyúttal a Kölni főegyházmegye és a hozzá tartozó egyháztartomány főpásztora is volt. Ezek tényleges irányítását azonban az esetek többségében segédpüspökökre bízták.